# Kajícnice Ida
Kajícnice Ida (v německém originále Ida, die Büßende) je opera (singspiel / hra se zpěvy) o čtyřech dějstvích českého skladatele Vojtěcha Jírovce na text Franze Ignaze von Holbeina, napsaný na námět balady Kajícnice (Die Büßende) hraběte Friedricha Leopolda zu Stolberg-Stolberga. Premiéru Kajícnice Idy uvedlo 26. února 1807 vídeňské Divadlo na Vídeňce (Theater an der Wien).

## Vznik, charakteristika a historie
Vojtěch Jírovec se stal roku 1804 druhým kapelníkem vídeňského dvorního divadla a následující desetiletí bylo v jeho životě nejplodnější co do operní tvorby, především v formě singspielu. V prosinci 1806 zaznamenal svůj první výrazný úspěch na tomto poli s celovečerní romantickou operou Agnes Sorel. Současně však pracoval na jiném rozměrném díle pro soukromé Divadlo na Vídeňce. Napsal pro ně již o necelý rok dříve hudbu k celovečernímu melodramu Mirina, královna Amazonek na libreto Franze Ignaze von Holbein (1779–1855), který byl u tohoto divadla nastálo zaměstnán, a týž autor dodal Jírovcovi text k singspielu Kajícnice Ida.

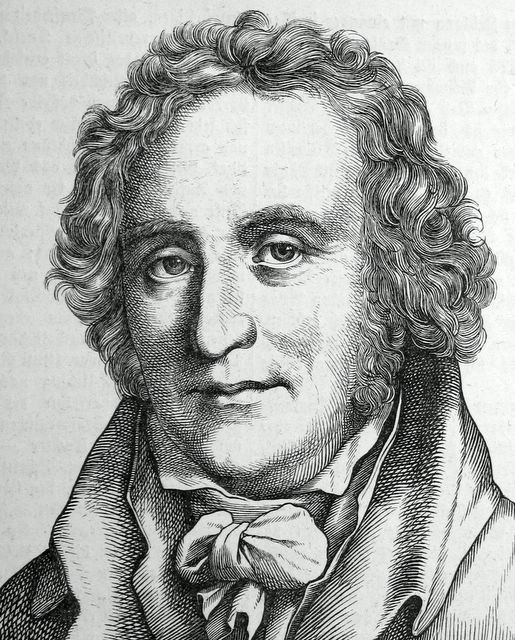
Hrabě Friedrich Leopold zu Stolberg-Stolberg, autor balady Kajícnice, předlohy k Jírovcově opeře

Holbeinovo libreto vychází ze známé básnické balady hraběte Friedricha Leopolda zu Stolberg-Stolberga, která byla poprvé vydána v roce 1777, avšak s řadou doplněných epizod a motivů. Námětem se řadí mezi tzv. „osvobozenecké opery“ (Rettungsoper, opéra de sauvetage), které se staly velmi populární v době revolucí a válek na přelomu 18. a 19. století a které popisovaly záchranu hrdinů za dramatických okolností před uvězněním nebo smrtí z lidských i přírodních příčin. Mezi nejznámější opery tohoto typu patří Beethovenův Fidelio nebo Cherubiniho Vodař, ale podobná témata dominovala i v činohře. Časopis Allgemeine musikalische Zeitung si ostatně ve své recenzi Kajícnice Idy stýskal: „Je to další historka o záchraně, ještě neobratněji založená a provedená než všechny kusy tohoto druhu, jež u nás v posledních letech houfem napochodovaly a nebohé divadelní malíře uvedly do rozpaků, jak tyto stále se opakující scény z vězení dostatečně rozmanitě vyzdobit.“ Současně v sobě koncentrovala sentimentální a hrůzostrašné elementy soudobého populárního divadla, jak o tom svědčí i řada podtitulů, pod kterými Kajícnici Idu jednotlivá divadla později uváděla. Například v samotné Vídni přičinili dodatek … aneb Umrlčí kostra v hrůzné hrobce (…oder Das Totengerippe in der Schauergruft), v Augsburgu … aneb Nápoj z lebky (…oder Der Trunk aus dem Todtenschädel), v Osijeku … aneb Svědomí mrtvých (…oder Das Todtengewissen), v Mohuči ji nazvali alespoň Kajícnice Ida v kamenném sklepení (Ida, die Büßende in steinernem Gewölbe). Název procházel i menšími variacemi, například ve Štýrském Hradci se tato opera hrála jako Ida von Schöneich, die Büßende a v Berlíně Die büßende Ida.

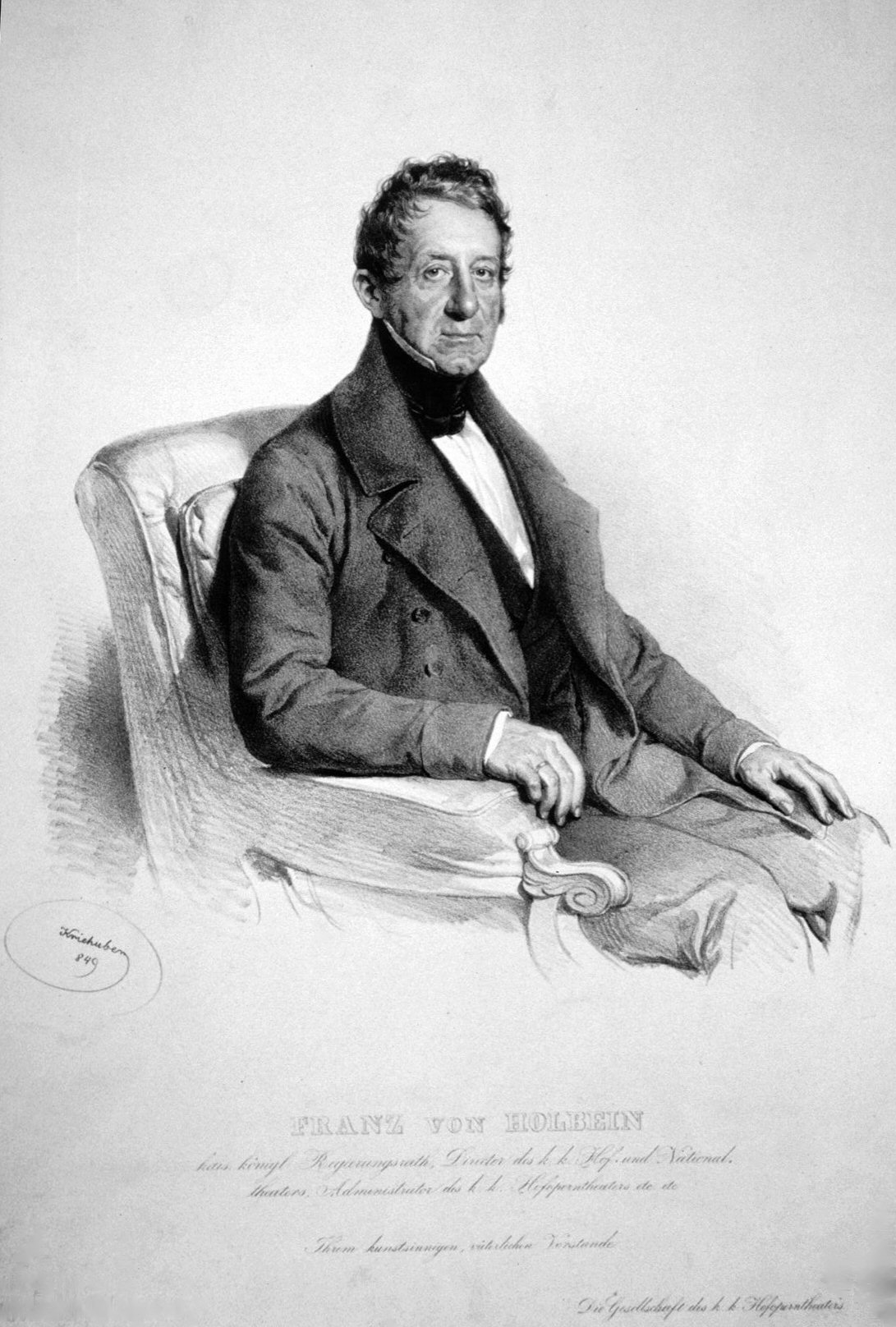
Dramatik Franz Ignaz von Holbein, autor textu ke Kajícnici Idě

Pokud jde o žánrové zařazení, Jírovec Idu ve svých pamětech označuje jako „velkou operu“ a i recenze na vídeňskou premiéru o ní mluví jako o „opeře“, libreto však bylo vydáno s názvem „hra se zpěvy“ a s tímto označením byla často uváděna v jiných divadlech. Hra obsahuje rozsáhlé pouze mluvené části, ale hudební čísla jsou objemnější a náročnější (např. převahou vícehlasů), než bylo zvykem u „her se zpěvy“ hraných činoherci. Divadlo na Vídeňce bylo oproti dvornímu divadlu lidovější, kladlo velký důraz na výpravu a divadelní efekty. Jeho pěvecký soubor však byl na nižší úrovni.
Pro titulní úlohu nevinně trpící Idy získalo toto divadlo na chvíli velmi oblíbenou první dámu činohry dvorního divadla Betty Rooseovou. Ta již hrála hlavní roli v Mirině, královně Amazonek a nyní se uvolnila ze svého domovského působiště, aby si v Divadle na Vídeňce vyzkoušela působení v opeře. Názory na to, zda uspěla, se různily. Sám Jírovec v pamětech tvrdil, že se Rooseová „se svým příjemným hlasem se velmi líbila“ a většina listů jí lichotila („Madame Roose by mohla být nazývána první umělkyní Německa“), i když zmiňovaly zejména její herecký výkon. Avšak například časopis Journal des Luxus und der Moden se ptal: „proč chce vůbec Madame Rooseová sbírat vavříny jako zpěvačka? Jako herečka se vždy vyznamená, ale její zpěv je úplně zanedbatelný, vhodný nanejvýš pro malou zábavu u klavíru, a jen z úcty k jejímu uznávanému talentu se mohlo obecenstvo držet pískání.“ Po několika rychle po sobě následujících představeních se Rooseová musela navrátit ke svému stálému angažmá a její úlohu převzala zpěvačka Cathinka Buchwieserová, které chybělo takové herecké charisma, ale její pěvecký výkon byl mnohem profesionálnější. Jírovec pro ni napsal do posledního dějství velkou árii, „která měla [podle skladatele] vynikající úspěch, jak ze strany pěvkyně Madame Buchwieserové, tak ze strany kompozice“.

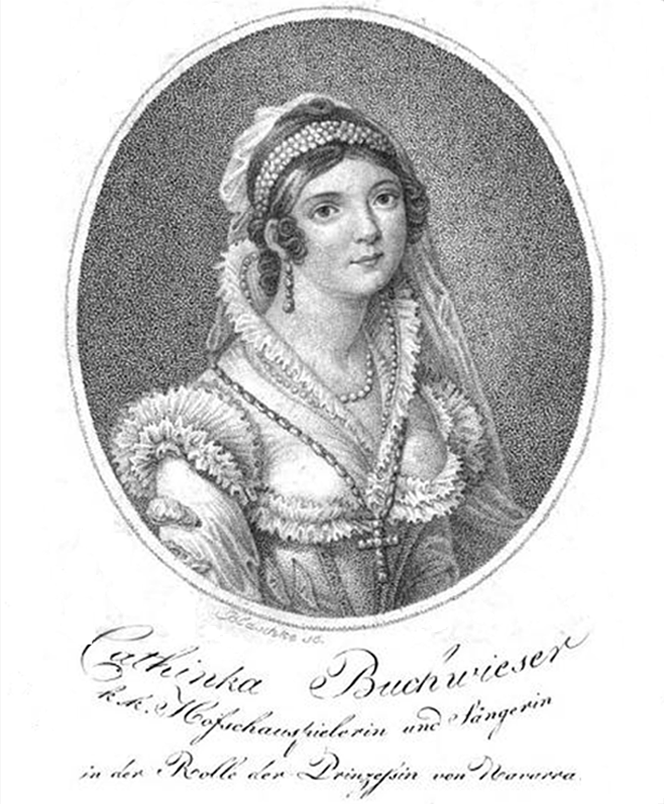
Pěvkyně Cathinka Buchwieserová, pro niž Jírovec do Kajícnice Idy připsal brilantní árii

Tiskové recenze na Kajícnici Idu byly nepříznivé především kvůli textu. Časopis Zeitung für Theater, Musik und Poesie přinesl recenzi až se zpožděním a se zdráháním pod titulkem „Nic o Idě“. Dovolával se přitom u Holbeina „alespoň stop jeho zdravého rozumu“, přičemž mínil, že se tyto stopy „neprojevují v rozličných divadelních efektech, strojích, gestech, neboť tím je možné pohnout zasněženými stromy, nikoli však horkými srdci, ani žádné city se jimi nevyvolají […] Strašlivé hory, podzemní chodby, skryté postavy, třpytivé lustry, rozeklané skalní stěny nejsou pro srdce, ucho, hlavu ani žaludek, a i oči zaujmou jen natolik, nakolik se jimi nechají podplatit, aby přehlédly ostatní nesmysly.“ Litoval přitom úsilí Betty Rooseové, „jejíž talent musí pomáhat na nohy mdlým, vodnatým kusům pana von Holbeina“ (o Cathince Buchwieserové mínil, že se převzetí úlohy zhostila dobře nejen po pěvecké, ale i herecké stránce), a také marně vynaložené námahy na dekorace a režii: „právě proto se i slepá část obecenstva rozhořčovala do ruda a oplakávala Jírovcovu krásnou hudbu, která tak dobročinně posloužila tomuto mdlému quodlibetu za bezpečnostní stráž, právě proto a kvůli tomu, že divadelní efekty byly vršeny tak bezmyšlenkovitě, propadla tato historka a nechala se pohřbít bez hlavy.“ Zeitung für Theater, Musik und Poesie sledoval jevištní osudy Kajícnice Idy se škodolibostí a o pět měsíců po premiéře psal: „Hlas obecenstva už o vnitřním obsahu námětu této opery dávno rozhodl; důkazem toho bylo prázdno v divadle již při pátém představení, bez ohledu na to, že hudba je opravdu soustavně dobrá a dekorace důmyslné.“
Tento názor sdílely celkově i jiné listy, například Journal des Luxus und der Moden: „Na této opeře se líbila jen výprava a některé hudební kusy […]“. Avšak odborný časopis Allgemeine musikalische Zeitung vyjadřoval výhrady i k Jírovcově hudbě: „Hudba je povětšinou běžná, často hledaná, a jen na málo místech upomíná na skladatele Agnes Sorel. Zdá se, že odmítané varování znalců – že by se totiž Jírovec neměl pouštět do ničeho vznešeného, ba ani ničeho vážného, že se mu zdá se daří jen to milé a příjemné – se velmi rychle pomstilo!“

## Inscenační historie

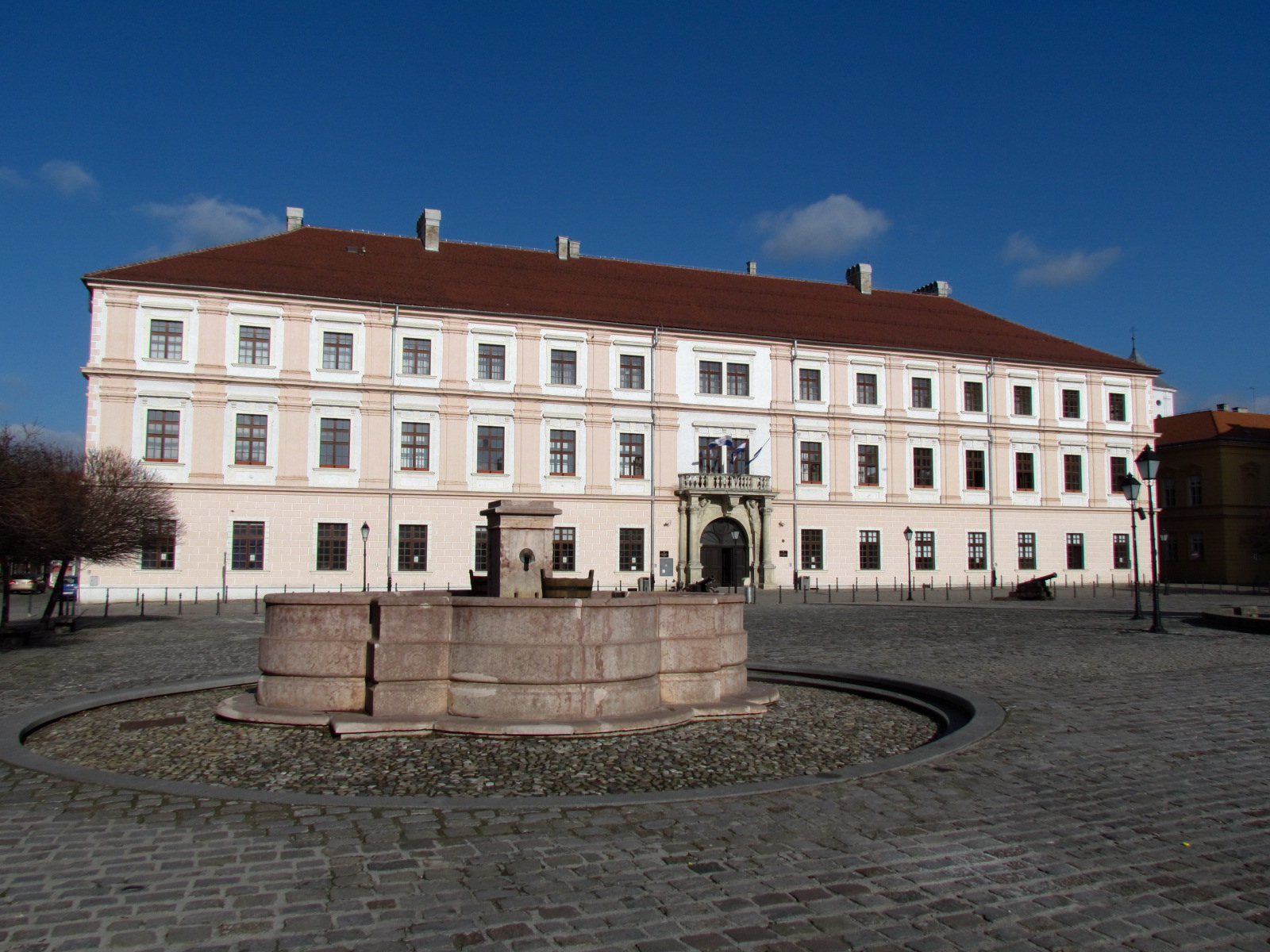
Palác slavonského vrchního velitelství v Osijeku. V něm bylo provozováno německé divadlo a slavnostní představení Kajícnice Idy bylo první provedenou operou.

Přes výhrady recenzí se Kajícnice Ida ve Vídni těšila jistému zájmu publika: svědčí o tom první řada dvanácti představení a dalších čtrnácti po obnovené premiéře 6. září 1817. Divadelní účinnost však prokázala hlavně tím, že ji uvedla řada dalších německojazyčných divadel: 19. ledna 1808 měla premiéru v Hamburku, 2. března 1808 v Berlíně (kritika: „Obsah této činohry, vcelku unavující kvůli loudavému běhu děje, je znám z jiných veřejných listů. Hudba má velmi příjemný zpěv a dobrou instrumentaci.“) Dále se hrála například ve Würzburgu (1813 – „Jírovcova hudba je líbivá a originální“), Štrasburku (1816 – „hudba je zcela přiměřená předmětu a má výtečné momenty“), Štýrském Hradci (1818), Augsburgu (1821) nebo Mohuči (1824). Roku 1816 ji uvedlo též německé divadlo v Amsterdamu. 17. února 1825 výpravnou premiérou „hrdinské opery Kajícnice Ida“ zahájilo své fungování německé divadlo v Osijeku.

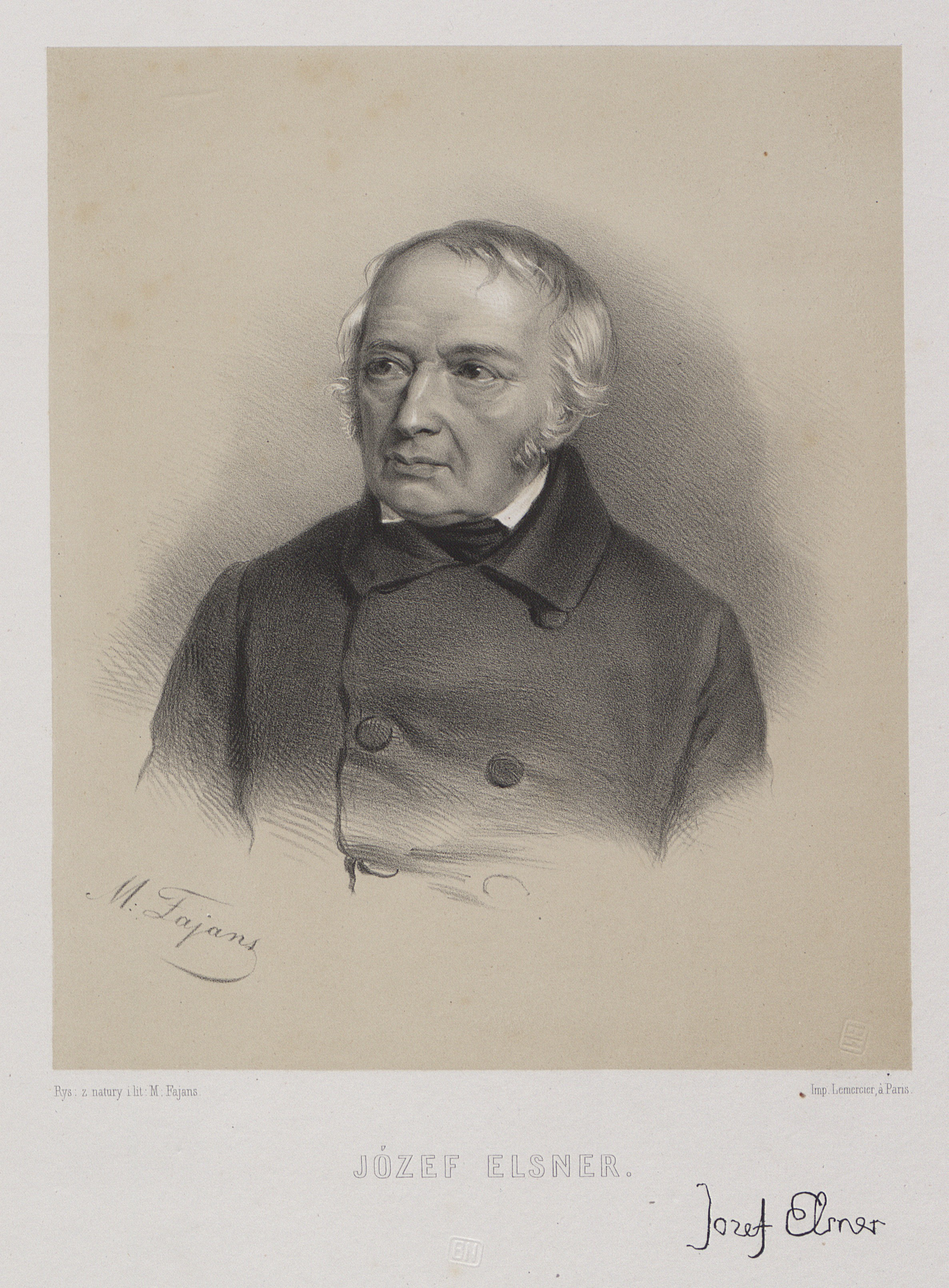
Polský skladatel Józef Elsner, který upravil Kajícnici Idu pro potřeby varšavského divadla

Zvláštní přízni se Kajícnice Ida těšila v německém divadle v Budíně a Pešti, kde se od premiéry 28. listopadu 1808 do roku 1828 dávala čtyřicetkrát; Idu zde ztvárnila Anna Cibulková (roz. Mennerová). Záhy byla rovněž Istvánem Dérym přeložena do maďarštiny a pod názvem A szenvedő Ida se hrála poprvé v Debrecíně roku 1811. Téhož roku byla ve Varšavě uvedena rovněž polská verze v překladu Bonawentury Kudlicze. Hrála se celkem třikrát a tisk referoval: „Ida, s Jírovcovou hudbou, se líbila díky krásnému, jemnému hudebnímu výrazu, a to zejména znalcům. Pan [Józef] Elsner k ní napsal vícero nových kusů, z nichž zejména árie pro jeho choť [tj. pěvkyni Karolinu Drozdowskou] byla vyznamenána velkým potleskem.“

### České země
Kajícnici Idu uvedlo v českých zemích jako první Městské divadlo v Brně. Premiéra se konala 16. prosince 1811 a jako alternativní titul bylo pro brněnského diváka zvoleno … aneb Zteč loupežnické pevnosti Schroffenstein ve Sněžníku (Ida, die Büßende, oder Die Bestürmung der Raubveste Schroffenstein im Schneegebirge). Obnovená inscenace byla uvedena též roku 1817 (premiéra 10. listopadu, titulní roli hála Theresia Schätzlová). Nicméně Ida zdejší publikum „příliš neoslovila“.
Ani pražská inscenace, která měla premiéru 12. září 1819 ve Stavovském divadle, podle Oskara Karla Teubera „nepřinesla žádné zvláštní obohacení repertoáru“. Prosadil ji Franz von Holbein, který se v létě 1819 stal ve Stavovském divadle vrchním režisérem a okamžitě zařídil nastudování několika vlastních děl. Kajícnice Ida se však dočkala jen dvou repríz, 18. září a 5. října. Podle dobové zprávy v časopise Zeitung für die elegante Welt se jednalo o hru se zpěvy, „při níž tragické scény nedokázaly vyvolat žádný žal a hrdinské žádné nadšení. Navíc byla hlavní úloha Idy, která obsahuje několik nesnadných zpěvních čísel, v rukou jinak velmi obdivuhodné umělkyně, která však hodnotu svého interpretačního talentu zatížila jistým výpadkem paměti. Zapomněla totiž – že neumí zpívat […]“. Podle tohoto svědka byla Kajícnice Ida „matným výrobkem, který byl se třetím představením obřadně pohřben, a s ohledem na znuděnost obecenstva mohl zrovna tak dobře nést titul Zkouška trpělivosti […]“.

## Osoby a první obsazení
| osoba                                                    | hlasový obor | premiéra (26. února 1807)             |
| -------------------------------------------------------- | ------------ | ------------------------------------- |
| Hrabě ze Schroffensteinu                                 | bas          | Sebastian Meier (Mayer)               |
| Ida ze Schöneichu                                        | soprán       | Betty Roose (roz. Elisabeth Eckardt)  |
| Emmerich z Langenau                                      | tenor        | Wilhelm Ehlers                        |
| Francesko / Franziska della Torre                        | soprán       | Anna Pauline Milder (pozd. Hauptmann) |
| Traut, hraběcí žalářník                                  | bas          | Carl Friedrich Clemens Weinmüller     |
| Rose, jeho žena                                          | soprán       | Marianne Marconi (pozd. Schönberger)  |
| Fernando della Torre                                     | tenor        | Karl Schmidtmann                      |
| Veit, Langenauův panoš                                   | bas          | Joseph Rothe                          |
| Grüner, Langenauův panoš                                 | tenor        | …                                     |
| Steppe, Langenauův panoš                                 | tenor        | …                                     |
| Dvořané, služebníci a panoši hraběte; Langenauovi vojáci |              |                                       |
| Dirigent: Vojtěch Jírovec                                |              |                                       |

## Děj opery

### 1. dějství

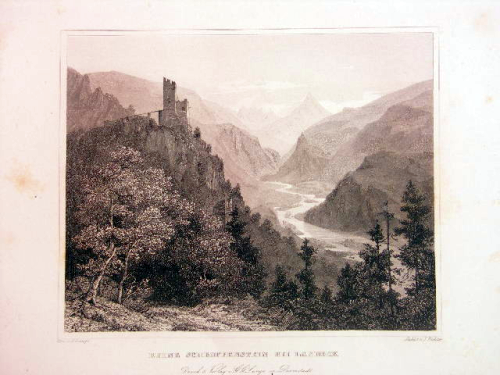
Zřícenina hradu Schroffensteinu – ocelorytina z doby kolem roku 1850

(1. obraz – Drsná zasněžená krajina pod hradem Schroffensteinem) Je noc a sněhová bouře. Na koních ztěžka přijíždějí rytíř Emerich von Langenau, věhlasný válečník z bojů na Blízkém východě, se třemi panoši. Protože nejbližší ves je příliš daleko, rozhoduje se Langenau hledat útočiště na hradě u hraběte ze Schroffensteinu. Panoši se děsí, protože o hraběti kolují zlé pověsti. Avšak Langenau vyšle panoše Veitha na hrad se žádostí o přístřeší a záhy jim je vjezd povolen (introdukce Wie schrecklich ist des Windes Sauffen … Laßt eurent Muth nicht sinken).
(2. obraz – Místnost v bytě žalářníka) Schroffensteinský žalářník Traut se vrací do svého bytu a zjišťuje, že oknem nasněžilo. Volá svou ženu Rose a nařizuje jí sníh vymést. Zmiňuje se jí, že na hrad se uchýlili hned dva různí rytíři se svými panoši. Rose se raduje, neboť návštěvy jsou na odlehlém hradě řídkým jevem, ale také ví, že hostům se na Schroffensteině nedostává dobrého zacházení. Ráda by se s návštěvníky setkala a snaží se manžela obměkčit jeho oblíbenou písní (Es war einmal ein kleines graues Männchen), ale ten ji zamyká do ložnice. Pak si stěžuje na svůj osud: je vázán přísahou věrnosti vrchnosti, ale u nynějšího hraběte to znamená nemalé konflikty se svědomím (árie Wenn ich nicht helfen kann).

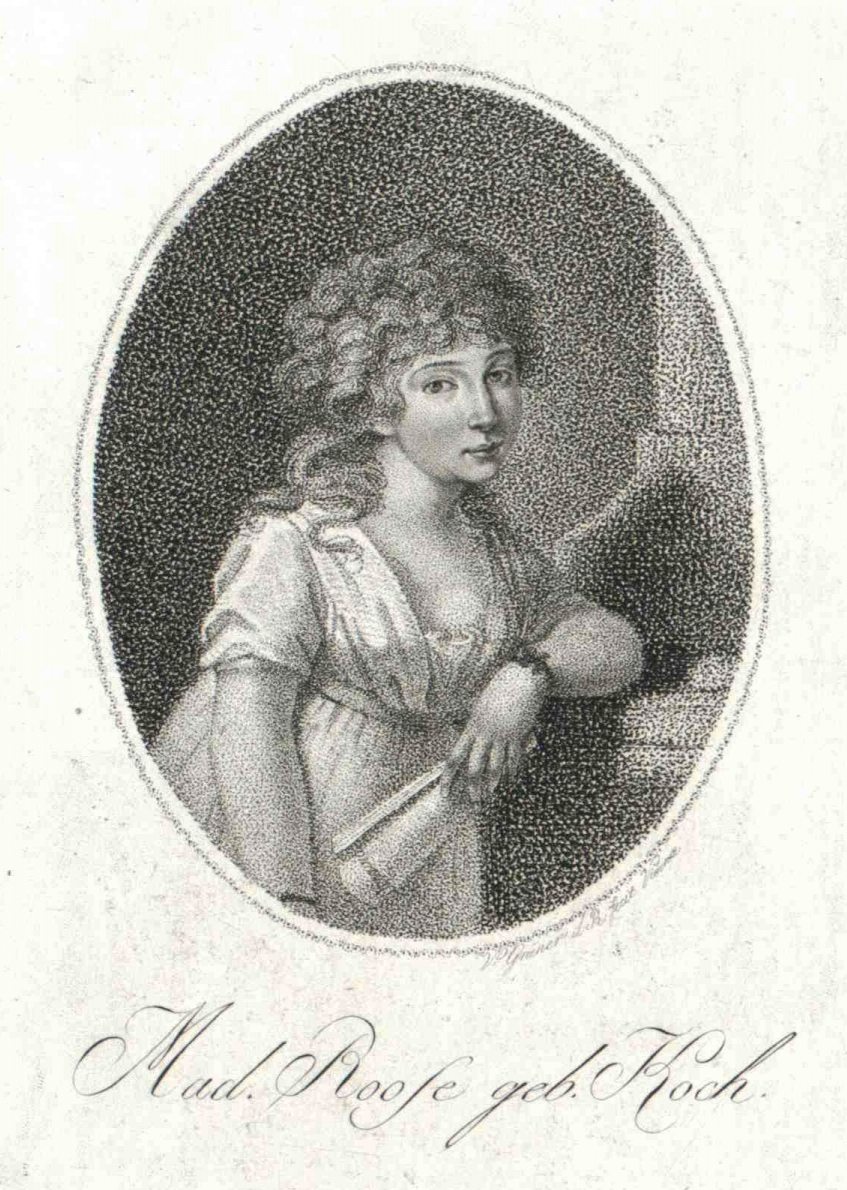
Betty Rooseová, první představitelka titulní role v Kajícnici Idě, rytina z roku 1809

(3. obraz – Honosná hradní síň) Oba rytíři, které na hrad svedla náhoda, se dávají do hovoru. Langenau se vrací do německé vlasti, aby se po letech válčení usadil, a hledá nevěstu. Před odchodem do Orientu se mu zalíbila Ida z Hochbergu (tehdy jí bylo 14 a jemu 28). Druhý rytíř je Ital Francesco della Torre, který po cestách hledá svého bratra Fernanda a jeho snoubenku, Idu ze Schöneichu; obává se, že jsou někde drženi proti své vůli. Langenau – který očekává zítra příchod svého pětisethlavého oddílu – mu slibuje pomoc. Uzavírají tedy přísežné společenství (duet So schlagen wir denn ein!).
Přichází hrabě ze Schroffensteinu a zve oba k večeři. Pod dohledem nepřívětivé hraběcí družiny hostitel a hosté hodují a připíjejí si, ale atmosféra je napjatá, zvláště když žalářník přináší na dosud neobsazené místo proti hostiteli dřevěné nádobí. Pak vše ztichne. Do místnosti vchází ženská postava v kajícnickém režném rouchu a sedá si na místo pro paní domu. Hrabě vysvětluje, že to je jeho žena, která takto odčiňuje svou nevěru; až na tyto okamžiky žije v podzemní kobce. Tu v ní Langenau pozná Idu z Hochbergu; když žena uslyší své jméno, zvolá, že je nevinná, a klesne v mdlobách. Rozzlobený Langenau trvá na Idině nevině a vyzývá hraběte na souboj, ale ten se nenechá vyprovokovat. Ida je odváděna zpět a večeře končí v chaosu (finále: hodovní scéna s přípitkem Willkommen werthe Gäste hier … Beym Trinkgesang … Schon naht der Rache süße Stunde, zpěv hraběte So oft ein Fremder kehret ein a závěrečná scéna Tief in der Erde Schoos … Ida von Hochberg!).

### 2. dějství
(1. obraz – Komnata hraběte) Hrabě zuří, že Ida byla poznána – nyní mu nezbývá, než cizince zabít, aby se o jejím pobytu nikdo nedozvěděl. Ale jeho vůle zůstává skálopevná (árie Nein! Nichts soll den Willen binden). V jeho hovoru se žalářníkem se dozvídáme, že hrabě Trauta nedávno pověřil, aby zavraždil Idina milého Fernanda. Traut ho odvedl do lesa a údajně zabil. O několik dní později nalezl hrabě již jen kostru, kterou nyní uchovává v dubové skříni.

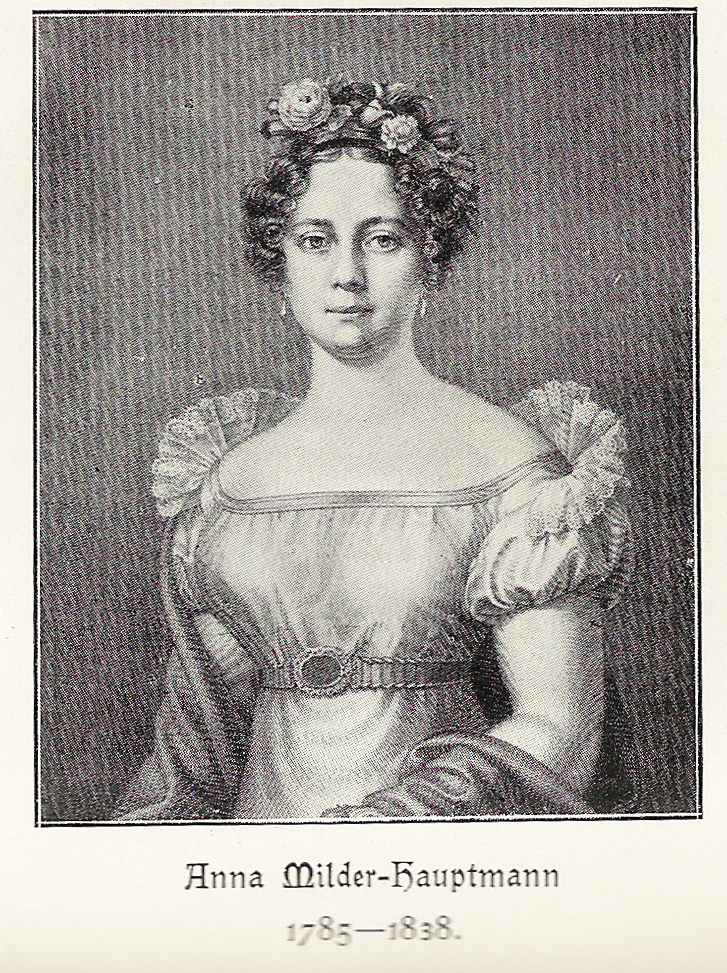
Anna Pauline Milderová hrála jako první Francesca/Franzisku v Kajícnici Idě

(2. obraz – Podzemní sklepení s Idinou kobkou) Rose ošetřuje Idu, která se až nyní probouzí ze mdlob. Prozrazuje, že není vinna nevěrou ani ničím jiným – není ostatně vůbec Schroffensteinovou ženou. V doprovodu Trauta vchází hrabě. Rose Idě dodává odvahy, zatímco hrabě se kochá jejím zoufalstvím a Ida se úpěnlivě modlí (tercet O fasset Muth … In ihrem Jammer mich zu weiden). Pak hrabě posílá žalářníka i jeho ženu pryč, ale Rose se ukryje za sloup a vyslechne jeho následující rozhovor s Idou.

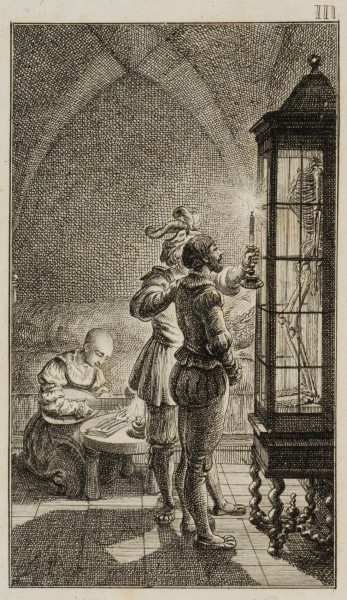
Scéna z Idiny kobky – ilustrace Daniela Nikolause Chodowieckého k Stolbergově baladě z roku 1779

Zhruba před rokem se proradný poručník pokoušel osiřelou Idu z Hochbergu provdat za starého chlípného hraběte ze Schöneichu. Hrabě ze Schroffensteinu byl do Idy sám zamilován a na svatební hostině otrávil ženicha. Ida se tak stala vdovou (a dědičkou hrabství Schöneich) ještě před svatební nocí. Po několika měsících smutku se Schroffenstein přišel ucházet o Idu a prozradil jí, čeho se dopustil. Ale Ida ho místo vděčnosti rozhodně odmítla – nejen ze zhnusení nad jeho zločinem, ale i proto, že se mezitím zamilovala do rytíře Fernanda. Hrabě tedy Idu unesl a zmocnil se i Fernanda. Idu tím sice nepřinutil k povolnosti, ale slíbila mu žít jako kajícnice v jeho vězení, pokud Fernanda ušetří.
Nyní se ji hrabě opět snaží přesvědčit, aby mu byla po vůli, ale Ida ho s pohrdáním a pýchou odmítá. Rozzlobený hrabě jí nyní prozrazuje, že i přes daný slib dal Fernanda zavraždit. Na jeho pokyn přinášejí pochopové skříň s Fernandovou kostrou. Ida se ve své zjitřené fantazii už vidí v nebi, kde se shledává se svým milým; avšak náhle se ze svého vidění probouzí, uvědomuje si, co se dozvěděla, a po pohledu do skříně s kostrou opět omdlévá (finále: scéna Ha, deine Kühnheit fordert strenge Rache, smuteční pochod a scéna O! nicht so schnell fleuch mir voran … Ja! es ist der Himmel! … Wo bin ich?).

### 3. dějství
(1. obraz – Předpokoj rytířů) Francesco pozoruje z okna, jak se rozednívá. Teprve teď si sundává helmu, kterou měl celou dobu nasazenou, a usíná. Tak ho nachází Langenau a při pohledu na jeho tvář se na místě zamiluje (árie Wie dieser Anblick). Je svými city k muži poněkud zmaten, ale toto se vyřeší, když se ukáže, že Francesco je ve skutečnosti Franziska della Torre, Fernandova sestra. I ona se mezitím do udatného, byť zjizveného a kosmatého Langenaua zamilovala (milostný duet So wär' mir dieses Glück beschieden).
Jejich idylu vyruší Rose. Je zděšena tím, co se doslechla o zločinu svého manžela, a proto vyzrazuje Idin příběh rytířům. Nyní se i Franziska dozvídá o tom, že Ida je snoubenkou jejího bratra, ale i o bratrově osudu. Je zdrcena, ale spolu s Langenauem, Rosou a panošem Veithem vrážejí za žalářníkem, aby pomohli Idě (kvartet-kánon Vieles wird er euch enthüllen).
(2. obraz – Místnost v žalářníkově bytě s velkou skříní) Trauta trápí dilema: má zatížit své svědomí vraždou, nebo raději porušenou přísahou vrchnosti? Když za ním přijdou Langenau a sličná Franziska a vyptávají se ho, činí rozhodnutí. Nic jim sice neprozradí, ale natolik hrdinsky brání svou šatní skříň, že to v rytířích vzbudí podezření. A skutečně, za kabáty se ukrývá otvor a za ním místnost, kde Traut už tři měsíce ukrývá živého Fernanda. Ten se radostně vítá se sestrou.
Tu se blíží hrabě se svými pochopy. Rose Fernanda opět ukrývá, ale oba rytíři jsou hrabětem zadrženi a uvrženi do vězení za porušení povinností hosta. Rose a Traut však hraběte přesvědčí o své věrnosti a současně připravují Langenauův a Franzisčin útěk (kvartet Kann ich dem Blicke trauen? a finále Himmel! leite ihre Schritte … Verletzt habt ihr der Gäste Pflichten).

### 4. dějství

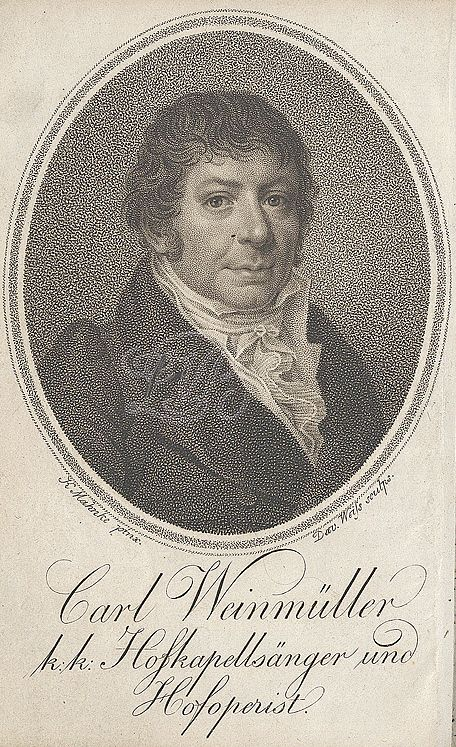
Carl Weinmüller, první představitel žalářníka Trauta v Kajícnici Idě

(1. obraz – Zasněžená horská krajina nedaleko hradu Schroffensteinu) Langenauovo vojsko táboří pod hradem a těší se na návrat domů a na život v míru a lidskosti (sbor Frohlocket Brüder! stosset an!). Z tajné podzemní chodby, která sem ústí, vycházejí Langenau a Franziska, kteří se se žalářníkovou pomocí dostali z vězení. Ihned vedou vojsko na zteč hradu ze dvou stran; půlce oddílu velí Langenau, půlce Franziska, která si za dobu, kdy se pohybovala v přestrojení, rytířské dovednosti plně osvojila.
(2. obraz – Idina kobka) Ida stěží při smyslech rozjímá nad svým osudem a vzpomíná na své dny s Fernandem, doprovázejíc se na loutnu (kavatina Mit trunknem Blick). Pak už jen doufá v blízkou smrt. Avšak Rose přivádí Fernanda a poměrně brzy Idu přesvědčí, že její milý je skutečně naživu a u ní. Navíc doléhající hluk prozrazuje, že jejich spojenci už dobývají hrad a že ke sklepení sestupuje hrabě s posledními svými vojáky. Fernando a Rose se po chvíli strachu a váhání ukryjí do skříně s kostlivcem (duet Unmöglich ist mir, mich zu fassen … Die Retter sind's).
Hrabě vstupuje. Jeho hrad již je v rukou nepřítele, ale on se hodlá pomstít zabitím Idy, zvláště když ho naposledy odmítá. Když už se hotoví k činu, vyřítí se ze skříně Fernando, aby ji bránil. Rose a Traut přesvědčí hraběte, že je to duch zavražděného, a hrabě v okamžiku zděšení ustoupí a upustí meč. Rose, Traud, Ida a Fernando utečou a zamknou hraběte v kobce.
Hrabě zuří a chce se pomstít na komkoli. Do vězení vpadnou Langenau a Franziska, nevědouce, že Ida již byla osvobozena. Hrabě přepadne Franzisku a drží ji chvíli jako rukojmí, ale Franziska se mu obratně vymaní a Langenau ho odzbrojí. Vracejí se Fernando s Idou, Franziska se objímá s Langenauem a Traut s Rosou. Hraběte společně odsoudí k tomu, aby se sám kál do konce života ve sklepení (finále: duet, scéna hraběte a Idy Ich bin besiegt … Ha! so stirb!, árie hraběte Ha! schändlich seh' ich mich verrathen … Sprengt die Schlösser!) a závěrečná scéna se sborem Ida! Ida! … Tief unten in der Erde Schoos … An unsrer Wünsche frohem Ziele).